# Djarot Saiful Hidayat
Djarot Saiful Hidayat (né le 6 juillet 1962), est un politicien indonésien, gouverneur de Jakarta de juin à octobre 2017.